# 체액 구획
인체와 개별 체액은 개념적으로 다양한 체액 구획(fluid compartment)으로 나눌 수 있으며, 문자 그대로 해부학적 구획은 아니지만 신체의 수분, 용질 및 부유 요소의 일부가 분리되는 방식에 대한 실제 구분을 나타낸다. 두 가지 주요 체액 구획은 세포내 구획과 세포외 구획이다. 세포내 구획은 유기체 세포 내의 공간이다. 이는 세포막에 의해 세포외 구획과 분리되어 있다.

## 같이 보기
- 확장기
- 세포액(cytosol)
- 세포질(cytoplasm)